# Кінонагорода MTV найкращому герою
Кінонагорода MTV найкращому герою (англ. MTV Movie Award for Best Hero) була введена 2006 року, але наступного року її не присуджували.
Подібна нагорода під назвою Найбільша погана зірка (англ. Biggest Badass Star) була введена в 2010 та 2011 роках.
2012 року була відновлена нагорода найкращому герою.

## Переможці
| Рік  | Переможець              | Фільм                                         | Роль                                 |
| ---- | ----------------------- | --------------------------------------------- | ------------------------------------ |
| 2006 | Крістіан Бейл           | Бетмен: Початок                               | Брюс Вейн/Бетмен                     |
| 2010 | Рейн                    | Ніндзя-вбивця                                 | Рейзо                                |
| 2011 | Хлоя Грейс Морец        | Пипець                                        | Мінді Макріді / Убивайко             |
| 2012 | Деніел Редкліфф         | Гаррі Поттер і Смертельні реліквії: Частина 2 | Гаррі Поттер                         |
| 2013 | Мартін Фріман           | Хоббіт: Несподівана подорож                   | Більбо Торбин                        |
| 2014 | Генрі Кавілл            | Людина зі сталі                               | Кал-Ел/Кларк Кент/Супермен           |
| 2015 | Ділан О'Браєн           | Той, що біжить лабіринтом                     | Томас                                |
| 2016 | Дженніфер Лоренс        | Голодні ігри: Переспівниця. Частина II        | Катніс Евердін                       |
| 2017 | Тараджі Генсон          | Приховані фігури                              | Кетрін Джонсон                       |
| 2018 | Чедвік Боузман          | Чорна Пантера                                 | Т'Чалла / Чорна Пантера              |
| 2019 | Роберт Дауні (молодший) | Месники: Завершення                           | Тоні Старк                           |
| 2021 | Ентоні Макі             | Сокіл та Зимовий солдат                       | Сем Вілсон / Сокіл / Капітан Америка |
| 2022 | Скарлетт Йоганссон      | Чорна вдова                                   | Наташа Романова / Чорна вдова        |
| 2023 | Педро Паскаль           | Останні з нас                                 | Джоел                                |